# Namig Islamzadeh
Namig  Islamzadeh (en azéri : Namiq  İslamzadə), né le 7 mai 1974 à Bakou, est un officier militaire azerbaïdjanais, général de division servant dans la force aérienne, appartenant aux forces armées du pays.

## Biographie
Islamzadeh sert comme commandant de garnison dans l'unité militaire « N » de la force aérienne dans le district de Kurdamir, dont il contribue à la modernisation. 
Islamzadeh participe à la guerre de 2020 au Haut-Karabagh. Le 10 décembre 2020, un défilé a lieu à Bakou à l'occasion de la victoire de l'Azerbaïdjan. Pendant le défilé, un groupe d'avions Sukhoi Su-25 survole la ville, dirigé par Namig Islamzadeh, pour montrer les couleurs du drapeau azerbaïdjanais.

## Distinctions
- Médaille des services militaires le 24 juin 2005 par décret du président azerbaïdjanais Ilham Aliyev.
- Décret du drapeau azerbaïdjanais le 25 juin 2008 par décret du président Aliyev.
- Ordre pour la patrie le 25 juin 2020 par décret du président Aliyev.
- Général de division le 7 décembre 2020, grade militaire le plus élevé des forces armées azerbaïdjanaises, par décret du président Ilham Aliyev.
- Héros de la guerre patriotique le 9 décembre 2020 le titre honorifique le plus élevé en Azerbaïdjan, par décret du président Ilham Aliyev[2].